# Янгон (аэропорт)
Международный аэропорт Янгон (бирм. ရန်ကုန်အပြည်ပြည်ဆိုင်ရာလေဆိပ်; MLCTS: Yan Gon a pyi pyi hsai ya hlay hsate) (ИАТА: RGN, ИКАО: VYYY), — гражданский аэропорт, расположенный в тауншипе Мингаладон в 15 километрах к северу от центра Янгона. Главный и самый загруженный коммерческий аэропорт Мьянмы.
Здание старого терминала в настоящее время используются только для внутренних рейсов, введённый в эксплуатацию в мае 2007 года новый терминал обслуживает международные маршруты. В 2007 году услугами аэропорта воспользовались 2,7 миллиона человек, из которых 800 тысяч стали пассажирами международных направлений. Международный аэропорт Янгон обрабатывает рейсы всех десяти авиаперевозчиков Мьянмы и более двадцати зарубежных авиакомпаний.
В июне 2011 года правительство страны объявило о планах по расширению аэропорта более чем на 40 % с увеличением его пропускной способности с 2,7 млн до 3,8 млн пассажиров в год. В настоящее время порт работает на полном пределе своих мощностей: при пропускной способности в 2,7 млн человек в год фактически он обслужил 3,1 миллиона пассажиров в 2012 году и 4 миллиона человек в 2014 году. Работы по реконструкции и расширению международного аэропорта Янгон должны завершиться в 2016 году, после чего порт сможет обслуживать до 6 млн пассажиров ежегодно.

## История

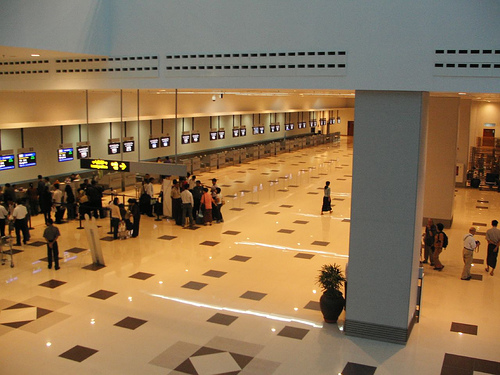
Зона регистрации в международном терминале

Во время Второй мировой войны на месте будущего аэропорта функционировала авиабаза Мингаладон. С февраля 1941 по февраль 1942 года на ней базировались бомбардировщики Bristol Blenheim I 60-й эскадрильи Королевских ВВС Великобритании, с октября 1941 по март 1942 года — истребители Brewster F2A Buffalo и Hawker Hurricane II 67-й эскадрильи, с января по февраль 1942 года — истребители Hawker Hurricane II 135-й эскадрильи, с июня по сентябрь 1945 года — истребители Supermarine Spitfire 681-й эскадрильи Королевских ВВС и истребители Curtiss P-40 «Летающих тигров» ВВС Китая.
После окончания войны на месте авиабазы был построен гражданский аэропорт, находившийся в ведении Калькуттского столичного совета по управлению аэропортами. В своё время порт считался лучшим в Юго-Восточной Азии и основной воздушной гаванью, соединяющей аэропорты ЮВА с аэропортами других регионов, однако впоследствии пришёл в почти полный упадок.

## Модернизация
Программа реконструкции и модернизации международного аэропорта Янгон началась в апреле 2003 года и продолжается в настоящее время. Построено новое здание пассажирского терминала и взлётно-посадочная полоса длиной 3414 метров (11 200 футов). Бюджет строительства терминала составляет 13,3 миллионов долларов США, инфраструктура позволяет обслуживать до 900 убывающих и 900 прибывающих пассажиров одновременно. В здании нового терминала проведены работы по обеспечению норм безопасности в соответствии с требованиями ИАТА, бюджет которых составил 30 миллионов сингапурских долларов. Одновременно с этим реализованы:
- обслуживание пассажиров прибывающих и убывающих рейсов на разных этажах для исключения заторов в разных зонах безопасности;
- система автоматической сортировки багажа, сопряжённая с системой регистрации пассажиров;
- 4 телетрапа с возможностью обслуживанию лайнеров Boeing 747;
- выделенные залы повышенной комфортности;
- две автомобильные парковки общей ёмкостью до 340 машин.

В 2013 году правительство Мьянмы заключило контракт стоимостью 150 млн долларов США с ведущей строительной компанией страны Asia World на проведение работ по дальнейшему расширению аэропорта. План работ включает в себя расширение зоны перрона и строительство нового здания терминала внутренних авиалиний.

## Авиакомпании и пункты назначения

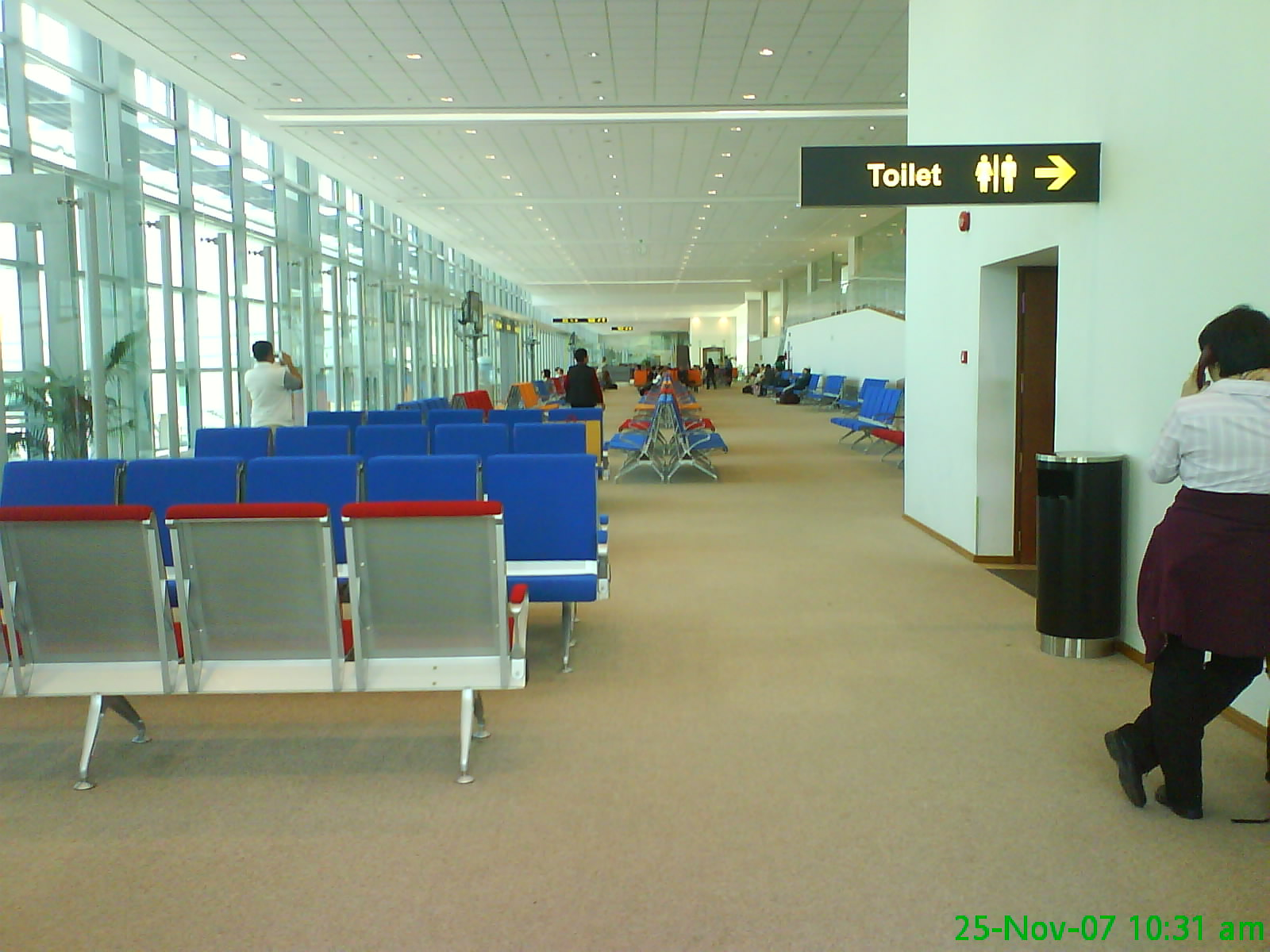
Зал отправления аэропорта

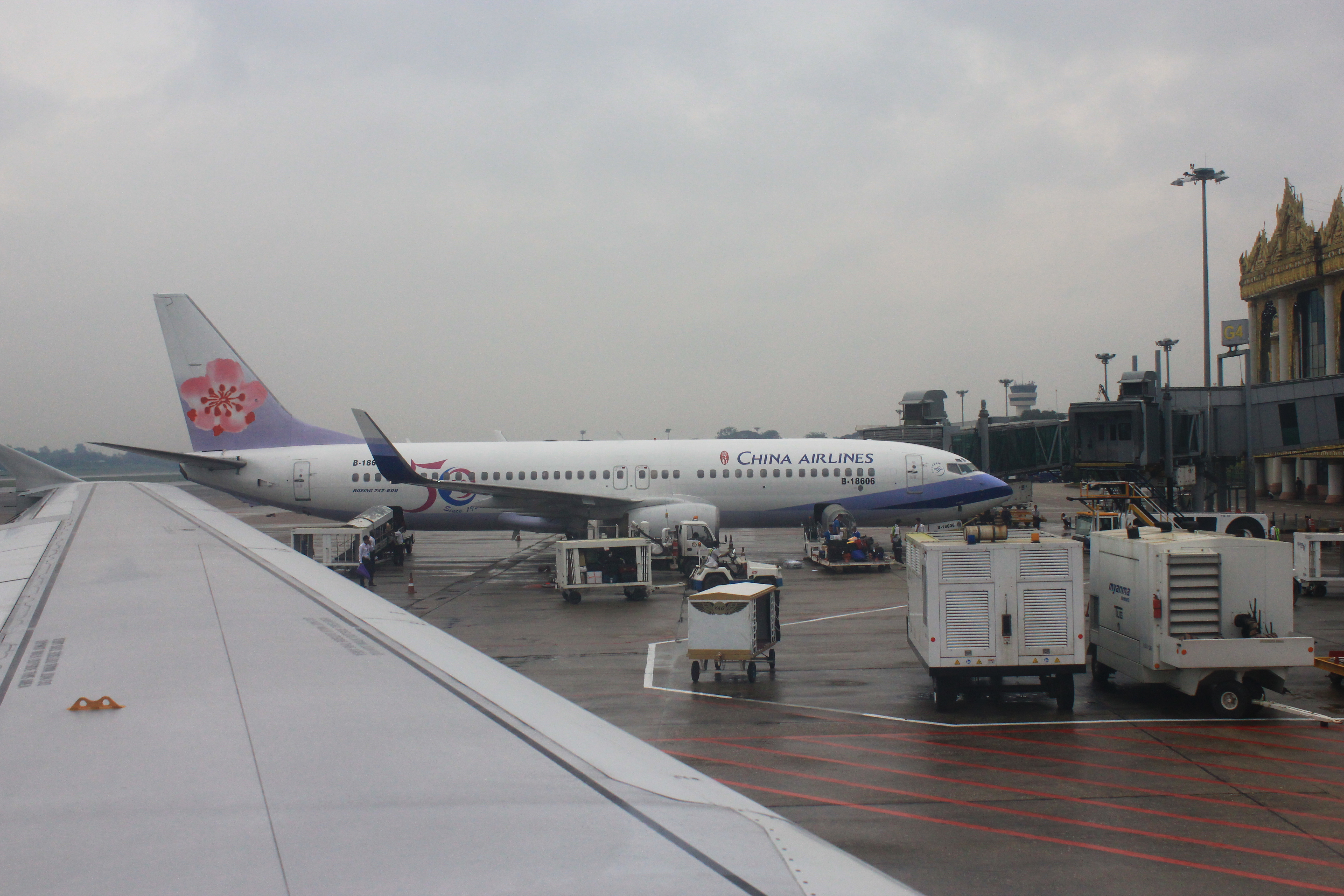
Boeing 737-800 авиакомпании China Airlines в юбилейной ливрее в международном аэропорту Янгон

## Статистика

### Основные маршруты
| Место | Пункт назначения     | Среднее число мест в неделю (в одну сторону) |
| ----- | -------------------- | -------------------------------------------- |
| 1     | Бангкок (Суваннапум) | 22 120                                       |
| 2     | Сингапур (Чанги)     | 14 656                                       |
| 3     | Куала-Лумпур         | 9534                                         |
| 4     | Бангкок (Донмыанг)   | 7560                                         |
| 5     | Сеул (Инчхон)        | 4920                                         |
| 6     | Тайбэй (Таоюань)     | 3000                                         |
| 7     | Куньмин (Чанша)      | 2676                                         |
| 8     | Гуанчжоу (Байюнь)    | 1942                                         |
| 9     | Гая                  | 1706                                         |
| 10    | Доха (Хамад)         | 1540                                         |

| Место | Пункт назначения | Пассажирских мест (в одну сторону) |
| ----- | ---------------- | ---------------------------------- |
| 1     | Таиланд          | 30 870                             |
| 2     | Сингапур         | 13 874                             |
| 3     | Малайзия         | 8106                               |
| 4     | КНР              | 7500                               |
| 5     | Республика Корея | 2932                               |
| 6     | Вьетнам          | 2104                               |
| 7     | Тайвань          | 1560                               |
| 8     | Гонконг          | 1204                               |
| 9     | Япония           | 894                                |
| 10    | Катар            | 660                                |